# صالة الشباب

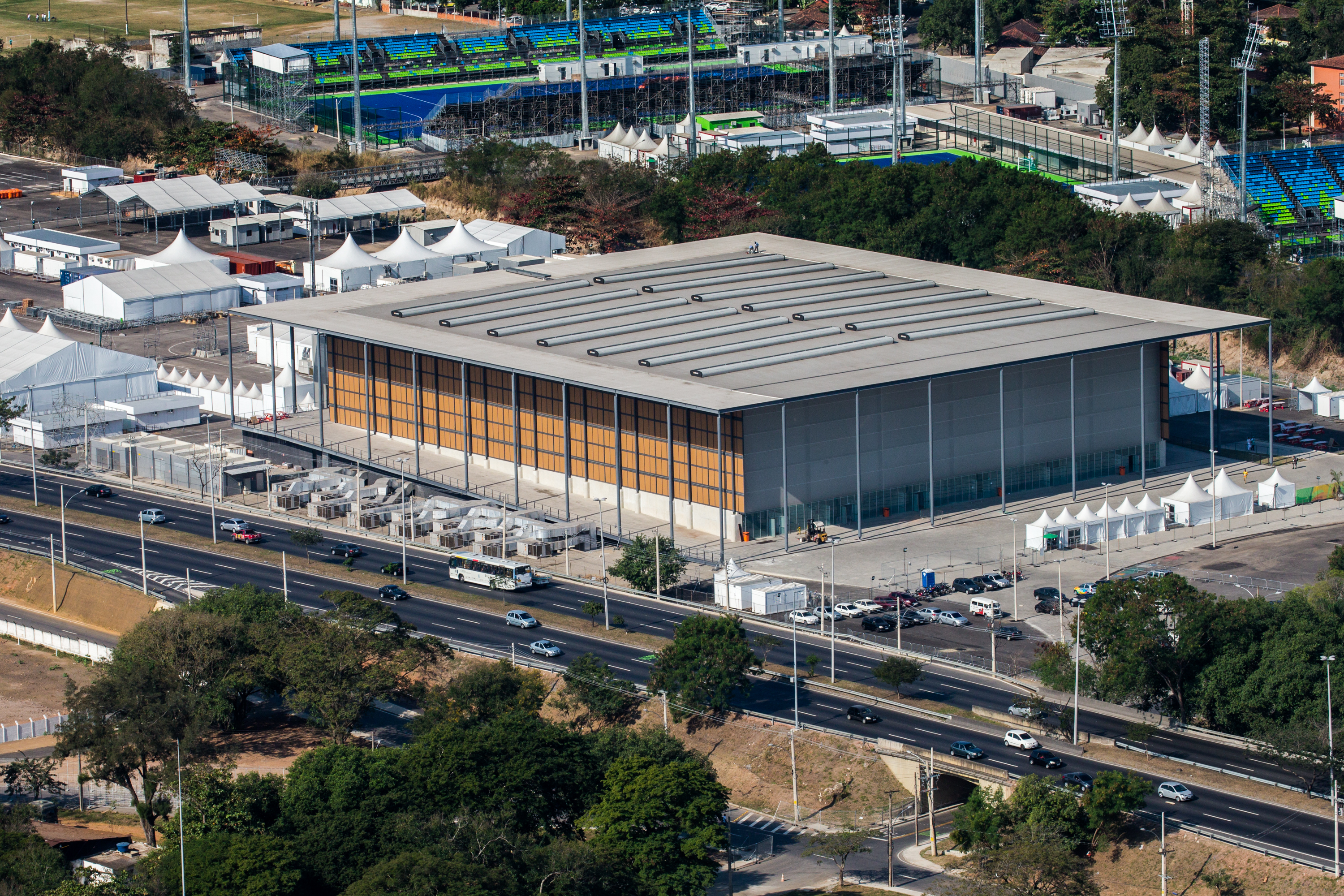
صالة الشباب.

صالة الشباب (بالبرتغالية: Arena da Juventude‏) صالة داخلية في ديودورو، ريو دي جانيرو، البرازيل. استضافت منافسات كرة السلة والمبارزة لرياضة الخماسي الحديث في دورة الألعاب الأولمبية الصيفية 2016، ومنافسات المبازة بالكرسي المتحرك ضمن دورة الألعاب البارالمبية الصيفية 2016.